# Edward Balcerzan
Edward Balcerzan (Vovčans'k, 13 ottobre 1937) è uno scrittore, poeta, traduttore e critico letterario polacco.

## Biografia
All'età di nove anni si è trasferito in Polonia. Si è laureato in lettere all'Università Adam Mickiewicz di Poznań, dove ha conseguito il titolo di dottore e professore universitario e insegna alla facoltà di storia e filologia polacca. Ha vinto alcuni premi per il suo contributo nelle scienze letterarie.
È un sostenitore del concetto di adattamento della traduzione in funzione del lettore. Afferma che il compito di ogni traduttore non è quello di preoccuparsi di parole, frasi, strutture grammaticali, ma cercare di trasmettere ciò che l'autore dell'originale intende comunicare, sacrificando in alcuni casi la letteralità, ma mai esplicitando perché questo è il dovere del lettore e l'intenzione dell'autore; perciò un buon traduttore non può essere che un artista. Ma ogni intervento creativo del traduttore deve avvenire in modo consapevole e legittimo, ovviamente senza trasformare il campo dei “costrutti semantici importanti” (personaggi, fabula ecc.).
Ha definito anche il concetto di traduzione implicita.

## Premi
- 1971: nagroda czasopisma "Odra" za książkę Oprócz głosu. Szkice krytycznoliterackie. PIW, Warszawa 1971
- 1989: nagroda Fundacji Literatury za książkę Poezja polska w latach 1939-1965, cz. II: Ideologie artystyczne. WSiP, Warszawa 1988
- 1992: nagroda Fundacji A. Jurzykowskiego w Nowym Jorku w dziedzinie teorii literatury za Przygody człowieka książkowego. (Ogólne i szczególne). PEN, Warszawa 1990
- 1998: nagroda Polskiego PEN Clubu za Śmiech pokoleń – płacz pokoleń. Universitas, Kraków 1997
- 1998: nagroda "Literatury na Świecie" za książkę Literatura z literatury (strategie tłumaczy). Studia o przekładzie pod red. Piotra Fasta, Nr 6. "Śląsk", Katowice 1998.[1]

## Opere

### Poesia
- Morze, pergamin i ty - 1960
- Podwójne interlinie - 1964
- Granica na moment. Wiersze, przekłady, pastisze - 1969
- Późny wiek. Poezje - 1972

### Prosa
- Probyt - 1964
- Któż by nas takich pięknych. Tryptyk - 1972
- Perehenia i słoneczniki (opisuje ukraińsko-polskie dzieciństwo autora) - 2003